# Yair Arrechea
Yair Arrechea Amú (Santander de Quilichao, Cauca; 8 de noviembre de 1980) es un exfutbolista colombiano. Jugaba como defensa.
Es hermano del también exfutbolista Yovanny Arrechea.

## Clubes
| Club                | País                | Temporada           | Partidos | Goles |
| ------------------- | ------------------- | ------------------- | -------- | ----- |
| Deportivo Cali      | Colombia            | 2003                | ?        | ?     |
| Atlético Huila      | Colombia            | 2004 - 2006         | 60       | 0     |
| Deportivo Cali      | Colombia            | 2007 - 2008         | 41       | 0     |
| Deportes Tolima     | Colombia            | 2008 - 2014         | 203      | 7     |
| Santa Fe            | Colombia            | 2014 - 2015         | 33       | 4     |
| Deportivo Pasto     | Colombia            | 2016                | 11       | 2     |
| Cortuluá            | Colombia            | 2017                | 33       | 1     |
| Total en su carrera | Total en su carrera | Total en su carrera | 381      | 14    |

## Palmarés

### Campeonatos nacionales
| Título                | Club     | País     | Año  |
| --------------------- | -------- | -------- | ---- |
| Torneo Finalización   | Santa Fe | Colombia | 2014 |
| Superliga de Colombia | Santa Fe | Colombia | 2015 |

### Copas internacionales
| Título            | Club     | País     | Año  |
| ----------------- | -------- | -------- | ---- |
| Copa Sudamericana | Santa Fe | Colombia | 2015 |